# Monumentale (singolo)
Monumentale è un brano musicale del gruppo musicale italiano Baustelle, pubblicato il 12 luglio 2013 come terzo singolo estratto dall'album Fantasma.

## Il brano
La canzone è ispirata al cimitero Monumentale di Milano, descritto in modo tale da esorcizzare i simboli della morte per eccellenza. Per l'autore Francesco Bianconi infatti, Monumentale "è una canzone d'amore, però è anche un'esortazione a vincere i simboli della morte":
Stando a quanto affermato dai Baustelle, inoltre, il brano rappresenta "un invito a ricercare la vera vita laddove per consuetudine la vita finisce, in un gioco del rovescio che trasforma molti degli elementi comunemente considerati “sociali” in simboli di morte del pensiero e dei sentimenti."
Il testo della canzone è stato scritto da Francesco Bianconi e contiene come nel suo stile diverse citazioni letterarie, ad esempio si ricordano Foscolo e l'incipit famoso di Dei sepolcri ("vieni all'ombra dei cipressi"), l'esplicita citazione del nome di Eugenio Montale, ricordato anche se non sepolto nel Monumentale di Milano, e Leopardi ("infinità"), oltre che una critica alla televisione dei salotti e ai talent show. L'intero disco Fantasma contiene dei richiami stilistici a Fabrizio De André e all'album Tutti morimmo a stento, e in particolare in questa canzone sono presenti scelte lessicali simili a quelle del citato disco del cantautore genovese: "I camposanti non hanno rimpianti, sei tu che li covi, li rendi fantasmi" richiamano i testi di Inverno e Corale, in particolare, con la prima canzone ("Sale la nebbia sui prati bianchi / Come un cipresso nei camposanti" canta De André), il testo di Bianconi condivide l'uso delle immagini solitamente pessimistiche o legate alla morte, che vengono però ribaltate per lanciare un messaggio positivo di "rinascita".
La musica è stata composta dallo stesso Bianconi e da Rachele Bastreghi, che è l'interprete principale alla voce.

## Il video
Il videoclip del brano viene diffuso il 14 luglio 2013 in anteprima sul sito del Corriere della Sera, e rappresenta principalmente i Baustelle in concerto con i musicisti durante il tour (tra essi si riconosce Ettore Bianconi, fratello di Francesco), con immagini tratte anche dal backstage. La regia del video è di Paoloreste Gelfo.
Come affermato dalla band, il video "è preso a pretesto per rilanciare quanto il brano stesso suggerisce: una riflessione sul bisogno che ognuno ha di prendere del tempo per sé, di ritagliarsi una zona d'ombra lontana da tutto il resto."

## Tracce
Download digitale
1. Monumentale - 4:02

## Formazione

### Gruppo
- Rachele Bastreghi - voce, organo, piano Wurlitzer
- Francesco Bianconi - voce, testo
- Claudio Brasini - chitarra elettrica, chitarra acustica

### Altri musicisti
- Alessandro Maiorino - basso
- Paolo Inserra - batteria

### Orchestra
- The Film Harmony Orchestra arrangiata da Enrico Gabrielli e Francesco Bianconi